# ادیبیلو
ادیبیلو (به انگلیسی: Adibylu) یک روستا در هند است که در کارناتاکا واقع شده‌است.